# Friedhelm Winkelmann
Friedhelm Winkelmann (ur. 23 czerwca 1929 w Landsbergu, zm. 23 lutego 2025) – niemiecki historyk, bizantynolog, teolog i historyk Kościoła. 

## Życiorys
W latach 1955–1991 pracował Akademii Nauk NRD (Akademie der Wissenschaften der DDR). Zajmował się patrytyką, historią pierwszych wieków chrześcijaństwa oraz bizantynistyką. Badał też historię kościołów wschodnich. W latach 1992–1996 wykładał Rostocku i Tybindze. W1996 przeszedł na emeryturę. Do stycznia 2007 był kierownikiem projektu Prosopographie der mittelbyzantinischen Zeit.

## Wybrane publikacje
- Die Textbezeugung der Vita Constantini des Eusebius von Caesarea, Berlin 1962.
- Die Kirchengeschichte des Nicephorus Callistus Xanthopulus und ihre Quellen. Nachgelassene Untersuchungen, von Günter Gentz, Berlin 1966.
- Die östlichen Kirchen in der Epoche der christologischen Auseinandersetzungen (5. bis 7. Jahrhundert), Berlin 1980.
- Byzantinische Rang- und Ämterstruktur im 8. und 9. Jahrhundert. Faktoren und Tendenzen ihrer Entwicklung, Berlin 1985.
- (współautor) Frühbyzantinische Kultur, Leipzig 1987.
- Euseb von Kaisareia der Vater der Kirchengeschichte, Berlin: 1991.
- Die Kirchen im Zeitalter der Kreuzzüge (11.–13. Jahrhundert), Leipzig 1994.
- Geschichte des frühen Christentums, München 1996.
- Der monenergetisch-monotheletische Streit, Frankfurt am Main 2001.
- (red.) Prosopographie der mittelbyzantinischen Zeit, t.1-6, Berlin - New York 1998-2002.
- Volk und Herrschaft im frühen Byzanz, Berlin 1991.